# 島崎村 (熊本県)
島崎村（しまざきむら）は、熊本県の北部、飽託郡にかつてあった村である。

## 地理
- 河川：井芹川
- 山：三淵山、石神山、小萩山

## 歴史
- 1889年4月1日 - 町村制が施行。嶋崎村、宮内村が合併して飽田郡島崎村発足。
- 1896年4月1日 - 飽田郡と託麻郡が合併し飽託郡となる。
- 1921年6月1日 - 熊本市に編入。